# Âm vị

Âm vị là phân đoạn nhỏ nhất của âm thanh dùng để cấu tạo nên sự phân biệt giữa các cách phát âm. Do đó, âm vị là một nhóm các âm thanh với sự khác biệt tương đối nhỏ cùng đảm nhận một chức năng ý nghĩa tùy theo người nói và phương ngữ. Ví dụ, mặc dù hầu hết người bản ngữ không nhận ra, trong đa số các ngôn ngữ, k trong mỗi từ được phát âm thực sự khác biệt nhau. Ví dụ k trong kit được ký âm [kʰ] và k trong skill được ký âm /k/. Trong một số ngôn ngữ, một ký tự đại diện cho một âm vị, nhưng trong một số ngôn ngữ khác như tiếng  Anh, sự tương ứng này ít khi chính xác. Ví dụ trong tiếng Anh ký tự sh đại diện cho /ʃ/, trong khi k và c đều đại diện cho âm /k/ (trong kit và cat).
Trong ngôn ngữ học, các âm vị (thường được thiết lập bằng cách sử dụng các cặp tối thiểu, chẳng hạn như kill vs Kiss hoặc pat vs bat) được viết giữa các dấu gạch chéo, ví dụ: /p/. Để hiển thị phát âm chính xác hơn, các nhà ngôn ngữ học sử dụng dấu ngoặc vuông, ví dụ [pʰ] (biểu thị một p bật hơi).
Trong ngôn ngữ học, có nhiều quan điểm khác nhau về chính xác âm vị là gì và cách phân tích một ngôn ngữ nhất định theo thuật ngữ âm vị (hoặc ngữ âm). Tuy nhiên, một âm vị thường được coi là sự trừu tượng của một tập hợp (hoặc lớp tương đương) của âm thanh giọng nói (điện thoại) được coi là tương đương với nhau trong một ngôn ngữ nhất định. Ví dụ, trong tiếng Anh, âm k trong kit và skill không giống nhau (như được mô tả bên dưới), nhưng chúng là các biến thể phân phối của một âm vị /k/. Những âm thanh lời nói khác nhau là sự hiện thực hóa của cùng một âm vị được gọi là allophones. Sự biến đổi allophonic có thể được điều hòa, trong trường hợp một âm vị nhất định được nhận ra là một âm sắc nhất định trong môi trường âm vị học cụ thể, hoặc nó có thể tự do trong trường hợp nó có thể thay đổi ngẫu nhiên. Theo cách này, âm vị thường được coi là tạo thành một biểu diễn cơ bản trừu tượng cho các phân đoạn của từ, trong khi âm thanh lời nói tạo ra nhận thức ngữ âm tương ứng, hoặc hình thức bề mặt.